# Tricentrus taipinensis
Tricentrus taipinensis är en insektsart som beskrevs av Kato 1928. Tricentrus taipinensis ingår i släktet Tricentrus och familjen hornstritar. Inga underarter finns listade i Catalogue of Life.